# Hydroptere (яхта)

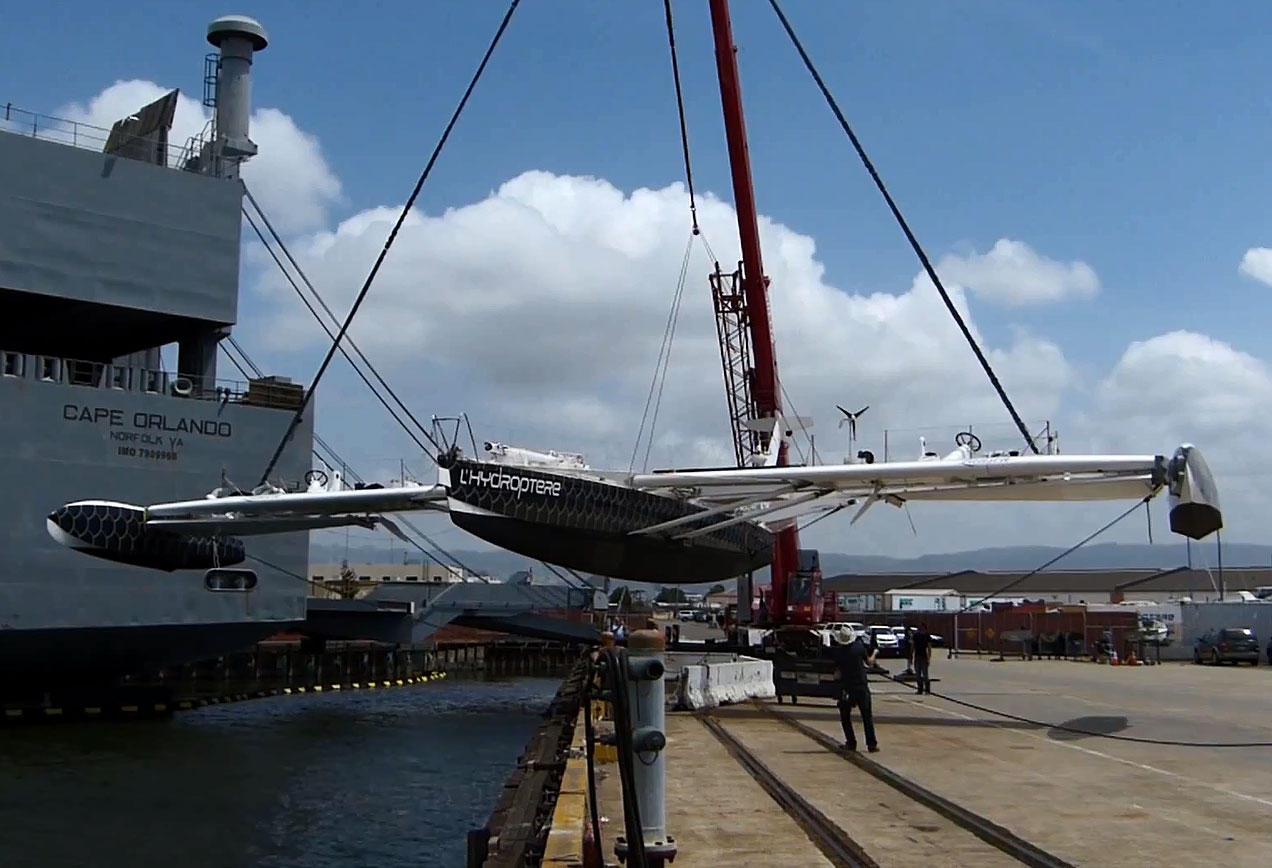
Експериментальний вітрильний тримаран Hydroptère

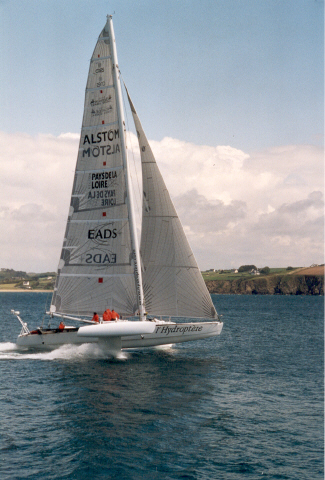

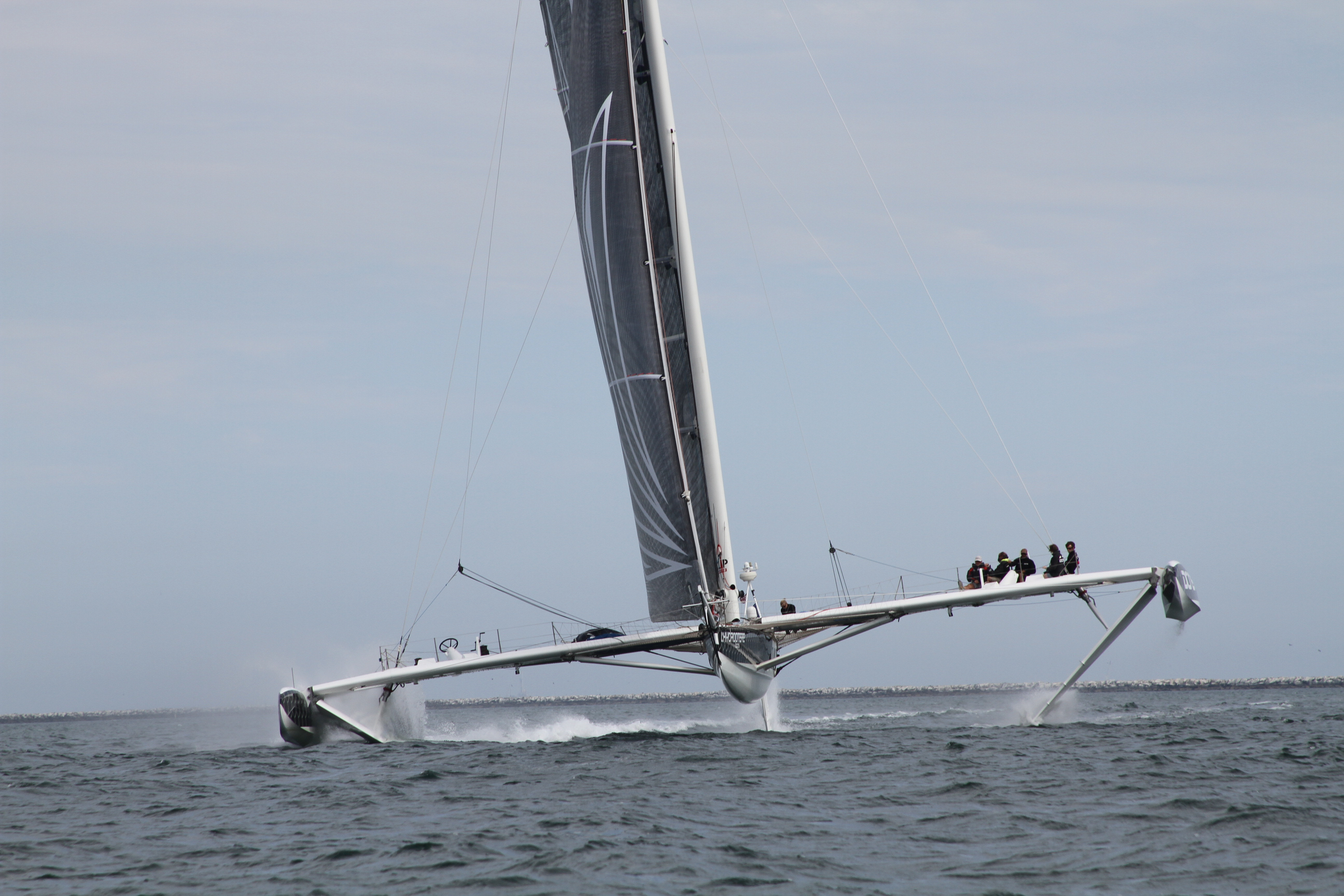

Hydroptère — експериментальний вітрильний тримаран на підводних крилах (гідрофойл) за проектом французького яхтсмена Алена Тіболта.
Тримаран спроектований групою французьких інженерів для досягнення високих швидкостей на воді. Проект розроблено у співпраці з капітаном Еріком Табарлі за результатами досліджень, що проводились починаючи з 1990 року. На поточний момент — найшвидший вітрильник у світі.
Основні матеріали: карбон та титан. Висока швидкість досягається за рахунок зменшення змоченої поверхні при зростанні швидкості — в оптимальному режимі руху тримаран спирається на три точки: два бокових крила на поплавцях та хвостове оперення. При цьому площа змоченої поверхні становить близько 2-х квадратних метрів. 
5 жовтня 2008 року тримаран досяг рекордної для вітрильників швидкості 52,86 вузла (97,90 км/год,). Це досягнення не було зареєстроване як рекорд через недостатню дистанцію, на якій вдалось утримувати таку швидкість.
21 грудня 2008 року Hydroptere досяг швидкості 56,3 вузлів (104,3 км/год), але перекинувся і рекорд також не був зареєстрований.
4 вересня 2009 року Hydroptere побив існуючий світовий рекорд швидкості вітрильників, досягнувши середньої швидкості 52,86 вузла (97,90 км/год,) на дистанції 500 м при швидкості вітру в 30 вузлів.
Максимальна пікова швидкість — 61 вузел (112 км/год).